# Križovany nad Dudváhom
Križovany nad Dudváhom (in ungherese Vágkeresztúr) è un comune della Slovacchia facente parte del distretto di Trnava, nella regione omonima.